# Indovethia calophylla
Indovethia calophylla är en tvåhjärtbladig växtart som beskrevs av Jacob Gijsbert Boerlage. Indovethia calophylla ingår i släktet Indovethia och familjen Ochnaceae. Inga underarter finns listade i Catalogue of Life.